# Čedomir Čupić (profesor)
Čedomir Čupić (Sivac, 1947) srpski je politikolog i profesor na Fakultetu političkih nauka u Beogradu. Široj javnosti postao je poznat 2001. godine, kada je postao član, a kasnije i predsednik Saveta za borbu protiv korupcije Vlade Republike Srbije.

## Biografija
Gimnaziju je završio u Somboru, a nakon toga Fakultet političkih nauka u Beogradu, gde je magistrirao i doktorirao. Od 1972. godine do 1981. godine radio je kao novinar i urednik u redakciji Prvog programa Radio Beograda. Godine 1981. izabran je za asistenta-pripravnika na Fakultetu političkih nauka, a u zvanje redovnog profesora 2002. godine.
Jedan je od osnivača Skupštine Alternativne akademske obrazovne mreže, Udruženja profesora istraživača i stalni saradnik Beogradske otvorene škole.
Prvi politički angažman mu je bilo članstvo u Savetu Studentskog pokreta Otpor od 1998. do 2000. godine, a od 2000. do 2003. godine bio je član Saveta Narodnog pokreta Otpor i nosilac liste na izborima 2003. godine. Bio je član Saveta za borbu protiv korupcije Vlade Republike Srbije od 2001. do 2003 godine, kao i predsednik Odbora Agencije za borbu protiv korupcije od 2009. godine i član tog tela do 2013. godine.
Autor je 8 knjiga, urednik više zbornika i autor preko 150 članaka, eseja i ogleda i preko 250 prikaza knjiga i zbornika iz društvenih nauka i filozofije.
Član je Skupštine slobodne Srbije.